# Francisco Goitia (estación)
Francisco Goitia es una de las estaciones que forman parte del Tren Ligero de la Ciudad de México, perteneciente a la única línea existente del sistema. Se ubica al sur de la Ciudad de México en la alcaldía Xochimilco.

## Información general
Anteriormente se conocía como Xochimilco. Es una estación del Tren Ligero, y fue la terminal de la línea, a ello debe sus dimensiones. Su nombre actual proviene de una calle cercana: Francisco Goitia, la cual lleva el nombre del pintor zacatecano que vivió en Xochimilco durante sus últimos años, muriendo en esta delegación. El logo de la estación representa un godete y un pincel.

## Conectividad

### Conexiones
- La estación cuenta con un CETRAM.